# Корчув
Корчув (пол. Korczów) — село в Польщі, у гміні Білгорай Білґорайського повіту Люблінського воєводства. Населення — 533 особи (2011).

## Історія
За даними етнографічної експедиції 1869—1870 років під керівництвом Павла Чубинського, у селі переважно проживали римо-католики, меншою мірою — греко-католики, які розмовляли українською мовою.
У 1975—1998 роках село належало до Замойського воєводства.

## Демографія
Демографічна структура станом на 31 березня 2011 року:
|          | Загалом | Допрацездатний вік | Працездатний вік | Постпрацездатний вік |
| -------- | ------- | ------------------ | ---------------- | -------------------- |
| Чоловіки | 271     | 60                 | 193              | 18                   |
| Жінки    | 262     | 56                 | 155              | 51                   |
| Разом    | 533     | 116                | 348              | 69                   |